# هيلدا فوجان
هيلدا كامبل فوجان (Hilda Campbell Vaughan) (اسم الزواج مورغان في الفترة 12 يونيو 1892 - 4 نوفمبر 1985) روائية ويلزية الأصل وكاتبة قصة قصيرة باللغة الإنجليزية. تُعنى رواياتها العشر المتنوعة -التي وضِع معظمها في منطقة أصلها رادنورشير- بالمجتمعات الريفية والبَطَلات. أول رواياتها «المعركة من أجل الضعفاء» (1925) وآخرها رواية «الشمعة والنور» (1954).
تزوجت فوجان من الكاتب تشارلز لانجبريدج مورغان، الذي كان له تأثير على كتاباتها. على الرغم من استقبالها المشجّع من قبل الكتّاب معاصريها، تلقت فوجان لاحقاً الحد الأدنى من الاهتمام النقدي. بدأت إعادة الاكتشاف لأعمالها في الثمانينيات والتسعينيات ضمن جزء من تجدد الاهتمام بالأدب الويلزي المكتوب باللغة الإنجليزية.

## حياتها

### السنوات المبكرة
ترعرعت فوجان في بويلث ويلز، ثم بوويز، ثم بريكونشاير، في عائلة ثريّة، وهي الابنة الأصغر لهوغ فوغان فوغان وإيفا (الآنسة كامبل قبل الزواج). كان والدها محامياً ناجحاً وشغل العديد من المناصب العامة في مقاطعة رادنورشير المجاورة. فوجان من نسل الشاعر هنري فوجان الذي عاش في القرن السابع عشر.
حصلت فوغان على تعليم خاص، وبقيت في المنزل حتى اندلاع الحرب العالمية الأولى في عام 1914، وبعد ذلك عملت في مستشفى الصليب الأحمر وفي جيش أرض المرأة في بريكونشاير وريدنورشاير. أًصبحت بعملها على اتصال بالنساء اللاتي يعشن في المزارع المحلية، ما شكّل مصدر إلهامٍ لها في كتابتها. غادرت منزلها بعد نهاية الحرب إلى لندن. أثناء حضورها دورة تدريبية للكتابة في كلية بيدفورد، التقت بالروائي تشارلز لانغبريدج مورغان. تزوجا في 6 يونيو 1923 ثم أمضيا تسع سنوات في شقة في تشيلسي. في ديسمبر 1942، أنجبت فوغان الطفل الأول لهما، إليزابيث شيرلي.

### الكتابات الأولى الرئيسة
بناءً على نصيحة زوجها، قررت فوغان عدم نشر «الغزاة» أول رواية لها. وبدلاً من ذلك، اختارت رواية «المعركة من أجل الضعفاء» (1925)، التي قام مورغان بتعديل واسع لنصها. وكون كلاهما كتّاباً، وجّه الزوجان بعضهما البعض وقدما المشورة في المسائل الأدبية. أشار كريستوفر نيومان إلى أنّه على الرغم من تطوّر أسلوبها الأدبي خلال حياتها، تحوي هذه الرواية «عملياً كل الموضوعات المطوّرة في أعمالها اللاحقة»، خاصةً تلك المتعلقة بالواجب والتضحية بالذات. تلقت الرواية تفضيلاً كبيراً، مع مراجعات تشير إلى شخصيتها المُنجِزة، على الرغم من كونها أول رواياتها.
في عام  1962، أنجبت فوجان الطفل الثاني،  روجر الذي أصبح أمين مكتبة في مكتبة بيت الأسياد (اللوردات). تكررت نجاحات روايتها الأولى في هذا العام مع نشر رواية هُنا الأحباء. عندما نُشرت رواية «الغزاة» أخيراً في عام 1928، حظيت بتفضيل القرّاء أيضاً، حيث اعتبرتها كانتري لايف «واحدة من أفضل روايات العام». روايتاها اللاحقتان، بيت أبيها (1930) ورواية الجندي والسيدة (1932) نالتا استحسان النقّاد. والأخيرة، ربما تكون روايتها الأكثر نجاحاً، إذ تبنتها مسرحية قُدمت على مسرح فودفيل في لندن.

### الكتابات الأخيرة
استُقبلت رواياتها اللاحقة، ارتفاع الستائر (1935)، وموطن الحصاد (1936)، والمرأة العادلة (1942)، ومسامحة وسلام (1945)، والشمعة والضوء (1954) بشكل إيجابي أيضاً، ولكن بحماس أقل. مع اندلاع الحرب العالمية الثانية، أُرسل تشارلز فوجان مع أطفالهم إلى الولايات المتحدة، حيث مكثوا هناك في الفترة بين 1939 و1943، ونشرت رواية المرأة العادلة أثناء وجودها هناك، ونُشرت رواية مؤخراً في إنجلترا بعنوان حديد وذهب (1948). وكحالة استثنائية لهذا النجاح غير المعلن عنه هي القصة القصيرة أو رواية شيء من لا شيء (1934، إصدار منقّح في عام 1948) التي تعود لبعض نفس الموضوعات في رواية المعركة من أجل الضعفاء. إضافةً لنيلها استحسان النقاد، حققت نجاحاً تجارياً غير متوقع إلى الحد الذي نَفدت منه الطبعات خلال أربعة أيام من نشرها. خلال هذا الوقت، كتبت فوغان أيضاً مسرحيتين مع لورير ليستر: هي أيضاً كانت صغيرة (1938) المقدّمة في مسرح ويندهام في لندن؛ ومسرحية التخلي عن كل الأخرين، التي لم تقدَّم بعد.

### السنوات الأخيرة والوفاة
كانت فترة الخمسينيات والستينيات من القرن العشرين فترة خيبة أمل لفوغان، إذ سعت دون جدوى إلى إعادة إصدار أعمالها السابقة. في عام 1957، زارت جزر الهند الغربية مع تشارلز، حيث ظنّت أنّ المناخ قد يفيد حالته الصحية المتداعية. ولكن، أثبتت الزيارة عدم نجاحها وتوفي في السنة التالية. وبتأثر صحتها هي أيضاً، لم تنشر فوجان مزيداً من الروايات، فقط كتابات قليلة لبقية حياتها. كانت روايتها الأخيرة قرون توماس تراهيرن، نُشرت في عام 1960، إذ وصفت إيمانها الديني بمصطلحات «شبه صوفية (أسطورية)». في عام 1963 انتُخبت زميلة في الجمعية الملكية للآداب.
توفيت فوغان هيلدا في 4 نوفمبر 1985 في دار لرعاية المسنين في بوتني في لندن، ودفنت في ديسرث، رادنورشاير. بقيت ذكراها وزوجها من خلال ابنتهما وابنهما. تزوجت ابنتهما من ماركيز انجليسي في عام 1948، وأصبحت ماركيونية (لقب إنجليزي لطبقة النبلاء). ابنهما روجر مارغان أمين مكتبة سابق في بيت الأسياد.

## الإرث
استقبل المعاصرون أعمال فوغان بشكل إيجابي، وراجعوا أعمالها عبر المنشورات المنتشرة في جميع أنحاء العالم. خلال حياتها طغت سمعتها على سمعة زوجها، خاصةً بعد نشرها رواية النافورة في عام 1932. ولكن، تراجعت سمعتها في نهاية حياتها. وحصلت على الحد الأدنى من الاهتمام النقدي في سنوات متتابعة. مثالاً على حالتها، يعد دخول فوغان في موسوعة كتابات النساء البريطانيات 1900-1950 ضمن أحد «الكتّاب المعافين»، من الحالات الأكثر سهولة  «الكتّاب المشهورين». 
لبعض الوقت، شكّل كتاب غوستاف فيليكس آدم قراءات نقدية لثلاثة كتّاب ويلزيين معاصرين، هم: جاك جونز، وريس ديڤيز، وهيلدا فوجان (1950). كان هذا آخر التحليلات النقدية لأعمالها، ولم يكن مديحاّ بالكامل. في كتاب التنين لديه لسانين (1968) للكاتب جلين جونز الذي يُعتبر تحليلاً أساسياً لأصل الأدب الويلزي في اللغة الإنجليزية، أشار إلى فوجان مرةً واحدة فقط، بصفتها واحدة من الذين «يكتبون حول ملّاك الأراضي وخدعهم إنجليزية الشكل». ساهمت السيرة التي كتبها كريستوفر نيومان عنها بشكل ملحوظ في إرثها، ونُشرت في عام 1981. في هذا الموضوع، يعتبر نيومان «مطالباتها الخالدة اثنتان: أولاً: قد وسعت رواية المنطقة الإنجليزية إلى «المناطق الحدودية الجنوبية»، الأرض المعروفة بغونغ غو أ هافغن،  وثانياً: بمجرد قيامها بذلك، حققت إضافة هامة إلى الكتابة الأنجلو ويلزية». خلال الثمانينات والتسعينيات، أصبح عمل فوجان مدمجاً في تحليل متجدد للكتّاب والكتابة الأنجلو ويليش.

## أعمالها

### الروايات
- المعركة من أجل الضعفاء (1925)، وأعيد نشرها من قبل بارثيان في عام 2010.
- هنا الأحباء (1926)، وأعيد نشرها من قبل هونو كلاسيكس في 2012.
- الغزاة (1928) (بعنوان فرعي: حكاية مغامرة وشغف).
- منزل أبيها (1930).
- الجندي والسيدة (1932، وأعيد نشرها من قبل هونو كلاسيكس عام 2014).
- ارتفاع (بزوغ) الستائر (1935).
- موطن الحصاد (1936).
- المرأة العادلة (1942)، وأعيد نشرها لاحقاً في إنجلترا بعنوان حديد وذهب (1948).
- مسامحة وسلام (1943).
- حديد وذهب (1948) (انظر إلى المرأة العادلة في الأعلى، أعيد نشرها من قبل هونو كلاسيكس، 2002).
- الشمعة والضوء (1954).
- الخضار المستعاد (لم تنشر؛ لأنها لم تكتمل).

### المسرحيات
- هي أيضاً كانت صغيرة (1938).
- التخلي عن كل الأخرين (مع لورير ليستر؛ لم تقدّم أبداً).

### القصص
- شيء من لاشيء (1934).
- حيّاً أو ميتاً (1944).

### متنوع
- «طفولة البلاد» في: مجلة لوفات ديكسون  في أكتوبر 1934.
- بعيداً: منذ مدة ليست ببعيد. في: مجلة لوفات ديكسون، يناير 1935.
- مقدمة إلى قرون توماس تراهيرن. صفيحة فيث، لندن. 19160 (ص. 11 – 21)